# Василевич, Живан
Живан Васильевич (серб. Живан Васиљевић; 26 декабря 1920, Планиница, Королевство сербов, хорватов и словенцев — 26 сентября 2007, Белград, Сербия) — югославский сербский государственный деятель, председатель скупщины Социалистической Республики Сербии (1974—1978).

## Биография
Окончил инженерный факультет Белградского университета. Участник народно-освободительной войны Югославии, с 1941 года — член КПЮ, секретарь районного комитета Союза коммунистической молодёжи Заечара. Являлся одним из активных организаторов восстания в Тимочке-Краине, с 1943 года являлся секретарём местного комитета КПЮ. 
В послевоенное время неоднократно избирался членом ЦК Союза коммунистов Сербии и членом ЦК СКЮ. Занимал должность генерального директора шахты Бор.
- 1961—1965 гг. — член Исполнительного вече Народной (Социалистической) Республики Сербии,
- 1965—1969 гг. — член Союзного исполнительного вече Югославии,
- 1974—1978 гг. — председатель скупщины Социалистической Республики Сербии.